# حسين علي (لاعب كرة قدم مصري)
حسين علي لاعب كرة قدم مصري يلعب في الجونة وسط مدافع.